# Raça e etnia no censo dos Estados Unidos
Raça e etnia no censo dos Estados Unidos, definido pelo Escritório Federal de Gerenciamento e Orçamento (OMB) e pelo Departamento do Censo dos Estados Unidos, são itens de dados de autoidentificação nos quais os residentes escolhem a raça ou raças com as quais mais se identificam e indicar se são de origem hispânica ou latina (as únicas categorias de etnia ).
As categorias raciais representam uma construção sócio-política para a raça ou raças que os entrevistados consideram ser e "geralmente refletem uma definição social de raça reconhecida neste país". O OMB define o conceito de raça descrito no Censo dos EUA como não "científico ou antropológico" e leva em conta "características sociais e culturais, bem como ancestralidade", usando "metodologias científicas apropriadas" que não são "principalmente biológicas ou genéticas em referência". As categorias de raças incluem grupos de origem racial e nacional.
Raça e etnia são consideradas identidades separadas e distintas, com origem hispânica ou latina como uma pergunta separada. Assim, além da sua raça ou raças, todos os entrevistados são categorizados por pertencer a uma das duas categorias étnicas, que são "hispânicos ou latinos" e "não hispânicos ou latinos". No entanto, a prática de separar "raça" e "etnia" como categorias diferentes tem sido criticada tanto pela Associação Americana de  Antropologia quanto por membros da Comissão de Direitos Civis dos EUA.
Em 1997, a OMB emitiu um aviso do Federal Register referente a revisões dos padrões para a classificação de dados federais sobre raça e etnia. A OMB desenvolveu padrões étnicos e de raça para fornecer "dados consistentes sobre raça e etnia em todo o Governo Federal. O desenvolvimento dos padrões de dados decorre em grande parte de novas responsabilidades para fazer cumprir as leis de direitos civis ". Entre as mudanças, a OMB emitiu a instrução para "marcar uma ou mais raças" depois de observar evidências de um número crescente de crianças inter-raciais e querer capturar a diversidade de maneira mensurável e ter recebido solicitações de pessoas que queriam poder reconhecer suas ou ascendência completa dos filhos, em vez de se identificar com apenas um grupo. Antes dessa decisão, o Censo e outras coletas de dados do governo pediam que as pessoas relatassem apenas uma raça.

## Como os dados sobre raça e etnia são usados
"Os dados sobre grupos étnicos são importantes para a efetivação de vários estatutos federais (por exemplo, a aplicação de regras de eleição bilíngues sob a Lei de Direitos de Voto; monitorando e aplicando oportunidades iguais de emprego sob a Lei de Direitos Civis ). Dados sobre grupos étnicos também são necessários pelos governos locais para executar programas e atender aos requisitos legislativos (ou seja, identificar segmentos da população que podem não estar recebendo serviços médicos sob a Lei de Saúde Pública ; avaliar se as instituições financeiras estão atendendo às necessidades de crédito das populações minoritárias ao abrigo da lei comunitária de reinvestimento )."

## Breve visão geral sobre raça e etnia na história do Censo dos EUA

### Séculos XVIII e XIX

#### Censo de 1790

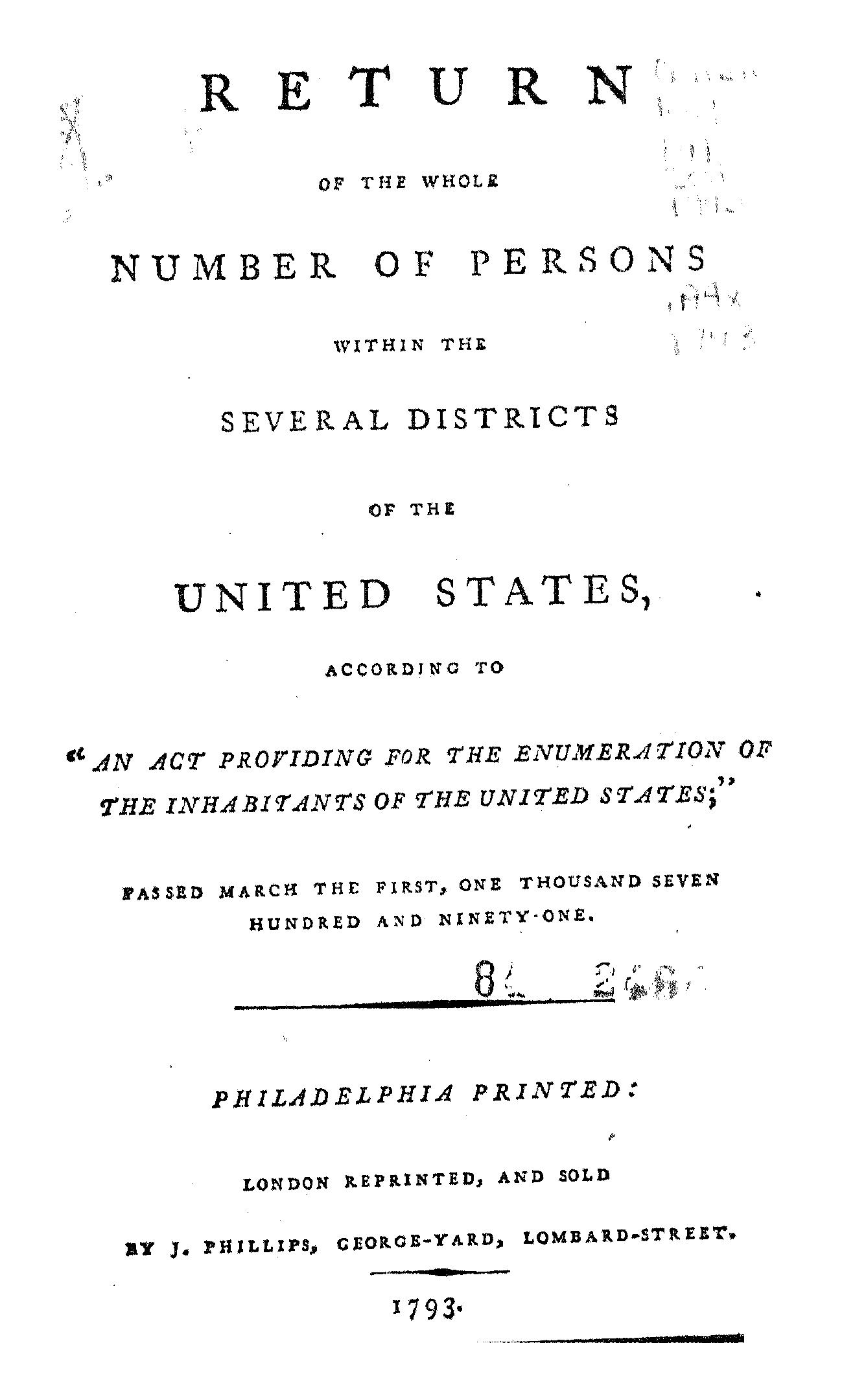
Página de título de 1790, o United States Census

O 1790 Estados Unidos Recenseamento foi o primeiro censo na história dos Estados Unidos. A população dos Estados Unidos foi registado como 3,929,214 como do Censo Dia, 2 de agosto de 1790, como exigido pelo Artigo I, Seção 2 da Constituição dos Estados Unidos e leis aplicáveis.
"A lei exige que cada família fosse visitada, que horários de censo completo fossem publicado em dois dos mais locais públicos, dentro de cada jurisdição, para permanecer para a inspeção de todos os interessados, e de que" o valor agregado de cada descrição de pessoas " para cada distrito será transmitida ao presidente." Esta lei, juntamente com a U.S. marshals foram os responsáveis para que o censo fosse regido.

##### Perda de dados
Cerca de um terço do original, os dados do censo foram perdidos ou destruídos desde a documentação. Os dados foram perdidos no período de tempo de 1790-1830, e incluiam dados a partir de: Connecticut, Maine, Maryland, Massachusetts, New Hampshire, Nova York, Carolina do Norte, Pensilvânia, Rhode Island, Carolina do Sul, Vermont, Delaware, Geórgia, Nova Jersey, Virgínia; no entanto, o censo foi comprovada factual e a existência de mais de estes dados podem ser confirmados em muitos fontes secundárias referentes ao primeiro censo.

##### Dados
Os dados do censo incluiam o nome do chefe da família e categorizados habitantes da seguinte forma: homens brancos livres, de no mínimo de 16 anos de idade (para avaliar o potencial industrial e militar do país), homens brancos livres com menos de 16 anos de idade, mulheres livres de cor branca, todas as outras pessoas livres (relatado por sexo e cor), e escravos. Thomas Jefferson, em seguida, o Secretário de Estado, dirigiu marechais para coletar dados de todos os treze estados (Connecticut, Delaware, Geórgia, Maryland, Massachusetts, New Hampshire, Nova Jersey, Nova York, Carolina do Norte, Pensilvânia, Rhode Island, Carolina do Sul e Virgínia), e a partir do Território do Sudoeste. O censo não foi realizado em Vermont até 1791, depois que o estado de admissão para a União, como o 14º estado em 4 de Março do mesmo ano.
| Distrito          | Homens brancos livres, no mínimo, 16 anos de idade, incluindo chefes de famílias. | Homens brancos livres com menos de 16 anos. | Mulheres brancas livres, incluindo chefes de famílias. | Todas as outras pessoas livres. | Escravos. | Total.    |
| ----------------- | --------------------------------------------------------------------------------- | ------------------------------------------- | ------------------------------------------------------ | ------------------------------- | --------- | --------- |
| Vermont           | 22,435                                                                            | 22,328                                      | 40,505                                                 | 271                             | 0         | 85,539    |
| Nova Hampshire    | 36,086                                                                            | 34,851                                      | 70,160                                                 | 630                             | 158       | 141,885   |
| Maine             | 24,384                                                                            | 24,748                                      | 46,870                                                 | 538                             | 0         | 96,540    |
| Massachusetts     | 95,453                                                                            | 87,289                                      | 190,582                                                | 5,463                           | 0         | 378,787   |
| Rhode Island      | 16,019                                                                            | 15,799                                      | 32,652                                                 | 3,407                           | 948       | 68,825    |
| Connecticut       | 60,523                                                                            | 54,403                                      | 117,448                                                | 2,808                           | 2,764     | 237,946   |
| Nova York         | 83,700                                                                            | 78,122                                      | 152,320                                                | 4,654                           | 21,324    | 340,120   |
| Nova Jersey       | 45,251                                                                            | 41,416                                      | 83,287                                                 | 2,762                           | 11,423    | 184,139   |
| Pensilvânia       | 110,788                                                                           | 106,948                                     | 206,363                                                | 6,537                           | 3,737     | 434,373   |
| Delaware          | 11,783                                                                            | 12,143                                      | 22,384                                                 | 3,899                           | 8,887     | 59,094    |
| Maryland          | 55,915                                                                            | 51,339                                      | 101,395                                                | 8,043                           | 103,036   | 319,728   |
| Virgínia          | 110,936                                                                           | 116,135                                     | 215,046                                                | 12,866                          | 292,627   | 747,610   |
| Kentucky          | 15,154                                                                            | 17,057                                      | 28,922                                                 | 114                             | 12,430    | 73,677    |
| Carolina Do Norte | 69,988                                                                            | 77,506                                      | 140,710                                                | 4,975                           | 100,572   | 393,751   |
| Carolina Do Sul   | 35,576                                                                            | 37,722                                      | 66,880                                                 | 1,801                           | 107,094   | 249,073   |
| Geórgia           | 13,103                                                                            | 14,044                                      | 25,739                                                 | 398                             | 29,264    | 82,548    |
| Total             | 807,094                                                                           | 791,850                                     | 1,541,263                                              | 59,150                          | 694,280   | 3,893,635 |

1. ↑  The census of 1790, published in 1791, reports 16 slaves in Vermont. Subsequently, and up to 1860, the number is given as 17. An examination of the original manuscript allegedly shows that there never were any slaves in Vermont. The original error occurred in preparing the results for publication, when 16 persons, returned as "Free colored", were carried forward to the following page as "Slave". Ver Lyman Simpson Hayes (1929). The Connecticut River Valley in southern Vermont and New Hampshire; historical sketches. Rutland, Vt., Tuttle Co. [S.l.: s.n.] pp. 276–278
2. ↑  Corrected figures are 85,425, or 114 less than the figures published in 1790, due to an error of addition in the returns for each of the towns of Fairfield, Milton, Shelburne, and Williston, in the county of Chittenden; Brookfield, Newbury, Randolph, and Strafford, in the county of Orange; Castleton, Clarendon, Hubbardton, Poultney, Rutland, Shrewsburg, and Wallingford, in the county of Rutland; Dummerston, Guilford, Halifax, and Westminster, in the county of Windham; and Woodstock, in the county of Windsor.
3. ↑  The figures for Massachusetts do not include the population of Maine. Though Maine was then a part of Massachusetts, the Maine figures were compiled separately, and are shown on the line for Maine.
4. ↑  Corrected figures are 59,096, or 2 more than figures published in 1790, due to error in addition.
5. ↑  The figures for Virginia do not include the population of Kentucky. Though Kentucky was then a part of Virginia, the Kentucky figures were compiled separately, and are shown on the line for Kentucky. The Virginia figures do include the portion of Virginia that later became the state of West Virginia.

##### Percepção contemporânea

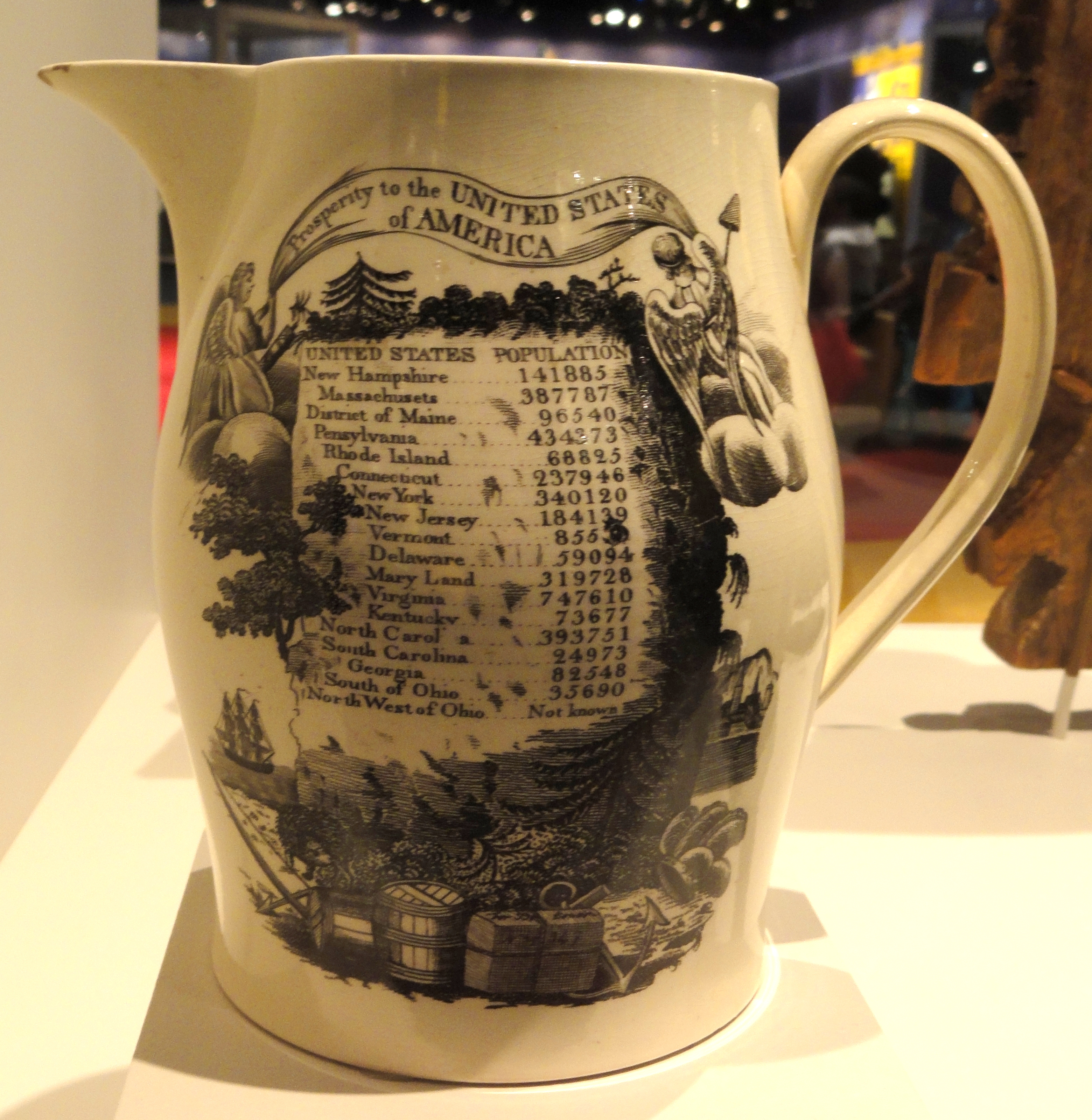
Comemorativa jarro com os resultados do censo

Havia alguma dúvida em torno dos números, o Presidente George Washington e Thomas Jefferson manteve que a população estava sobre contada. As razões potenciais de Washington e Jefferson, e podem ter pensado que isso se dava à recusa de participar, transportes e estradas públicas pobres, espalhavam a população, e restrições da tecnologia atual.

##### A disponibilidade de dados
Os microdados do censo de 1790 da população está disponível, e dados de agregação para pequenas áreas e os seus ficheiros compatíveiss de limites cartográfico, pode ser baixado a partir do Histórico Nacional Sistema de Informação Geográfica.

### Censo de 1800 e 1810
No ano de 1800 e 1810, a questão da idade em relação a homens brancos livres foi mais detalhada.

#### Censo de 1820
O censo de 1820 foi construído com perguntas frequentes de 1810, perguntando a idade sobre escravos. Também o termo "colored" entrou na nomenclatura do censo. Além disso, uma questão afirmando que "o Número de estrangeiros não naturalizados" foi incluído.

#### Censo de 1830
No censo de 1830, uma nova pergunta foi incluída que afirmou: "O número de pessoas Brancas que eram estrangeiros não naturalizados".

#### Censo de 1850
O censo de 1850 viu uma mudança dramática na forma como a informação sobre os moradores foram coletadas. Pela primeira vez, as pessoas livres foram listados individualmente, em vez de pelo chefe da família. Havia dois questionários: um para os habitantes livres e um para os escravos.
A questão sobre os habitantes livres de agenda sobre a cor foi uma coluna que era para ser deixado em branco se uma pessoa era branco, marcado com "B", se a pessoa era negra, e marcadas com "M" se uma pessoa era mulato.
Os escravos foram listados pelo proprietário, e classificados por sexo e idade, não individualmente, e a pergunta sobre a cor foi uma coluna que era para ser marcado com um "B" se o escravo era preto e um "M" se o mulato.

#### Censo de 1890
Para 1890, o Censo mudou o desenho do questionário da população. Moradores ainda estavam listados individualmente, mas de um novo questionário, a folha foi usado para cada família. Além disso, este foi o primeiro ano em que o censo distinto entre diferentes grupos étnicos Asiáticos, tais como o japonês e o Chinês, devido ao aumento da imigração. Este censo também marcou o início do termo "raça" nos questionários. Enumeradores foram instruídos a escrever "Branco", "Preto", "Mulato", "Quadroon", "Octoroon", "Chinês", "Japonês", ou "Índio".

#### Censo de 1900
Durante o ano de 1900, a pergunta "Cor ou Raça" foi ligeiramente modificada, retirando o termo "Mulato". Além disso, houve a inclusão de uma "Agenda da população indígena", em que "enumeradores foram instruídos a usar um questionário especial ampliado para os Índios Americanos que vivem em reservas ou em grupos de famílias, fora das reservas." Esta versão ampliada incluída a pergunta "Fração de nossa linhagem, que é branco."

### Século XX

#### Censo de 1910
O censo de 1910 foi semelhante ao de 1900, mas é incluída uma reinserção do "Mulato" e uma pergunta sobre a "língua mãe" de indivíduos estrangeiros e indivíduos nascidos no estrangeiro do pais. "Ot" também foi adicionado para significar "outras raças", com espaço para a raça para ser escrito. Esta versão desta década da Agenda da população Indía contou com as questões solicitando à pessoa que a proporção de linhagem de brancos, negros ou índios Americanos.

#### Censo de 1920
O questionário do censo de 1920 foi semelhante ao de 1910, mas excluídos de uma agenda separada para os Índios Americanos. "Hin", "Kor", e "Fil", também foram adicionados à pergunta "Cor ou Raça", significando respectivamente Hindustani (Sul da Ásia Índia), coreano, filipino e, respectivamente.

#### Censo de 1930
A maior alteração neste censo foi na classificação racial. Enumeradores foram orientados a não usar a classificação de "Mulato". Em vez disso, eles foram dadas instruções especiais para relatar a raça das pessoas interraciais. Uma pessoa com ascendência tanto branca e preto (chamado de "sangue") era para ser registado como "Negro", não importa a fração de que a linhagem (a "regra de uma gota"). Uma pessoa de pardos pretos e índios Americanos de ascendência foi também ser registados como "Neg" (para "Negro"), a menos que ele foi considerado "predominantemente" Índio Americano, e aceita como tal dentro da comunidade. Uma pessoa com ascendência tanto branca e Índio norte-Americano era para ser gravado como um Índio, a menos que a sua ascendência do seu Índio norte-Americano era pequena, e ele foi aceito como branco dentro da comunidade. Em todas as situações em que uma pessoa tinha descendência branca e alguns outros raças, ele era para ser relatado como que de outra raça. Pessoas que tinham a ascendência de minoria interracial deveriam ser apresentados como a raça de seu pai.
Pela primeira e única vez "Mexicano" foi listado como uma raça. Enumeradores foram instruídos de que todas as pessoas nascidas no México, ou cujos pais nasceram no México, deveriam ser listados como os Mexicanos, e não em qualquer outra categoria racial. Em censos anteriores e, em 1940, enumeradores foram instruídos para listar as pessoas de origem Mexicana como o branco, talvez porque alguns deles eram de fundo branco (principalmente espanhóis), muitos outros misto de brancos e Nativos Americanos e alguns Nativos Americanos.
Um questionário de Índio Americano estava de volta, mas de forma abreviada.   Ele apresentava uma questão para perguntar se a pessoa era de ascendência completa ou misto-Americano Indiana.

#### Censo de 1940
O presidente Franklin D. Roosevelt promoveu uma política de "bom vizinho" que buscava melhores relações com o México. Em 1935, um juiz federal decidiu que três imigrantes Mexicanos estavam inelegíveis para a cidadania, porque eles não eram brancos, como exigido pela lei federal. O México protestou, e Roosevelt decidiu contornar a decisão e certificar-se de que o governo federal tratava os Hispânicos como brancos. O Departamento de Estado, o Census Bureau, a secretaria de Trabalho, e de outras agências do governo, portanto, fez-se de maneira uniforme classificar as pessoas de ascendência Mexicana como branco. Esta política incentivou a Liga de Cidadãos Unidos da América latina em sua busca para minimizar a discriminação, afirmando a sua brancura.
O censo de 1940 foi a primeira a incluir questionários em separado da população e habitação. A categoria da raça de "Mexicano" foi eliminado em 1940, e a população de ascendência Mexicana foi contado com a população branca.
Os dados do censo de 1940 foi usado para internamento Americano Japonês. O papel do Census Bureau foi negado por décadas, mas finalmente foi comprovado em 2007.

#### Censo de 1950
O questionário d censo de 1950 removeu a palavra "cor" da pergunta raça, e também  removeu hindu e coreano das escolhas de raça.

#### Censo de 1960
O censo de 1960 re-acrescentou a palavra "cor" para a pergunta racial, e mudou de "Índio" para "Índio Americano", bem como a adição  de Havaianas, Parte-Havaiano, Aleútes, e Esquimo. O opção "Outro (impressão de raça)" foi removida.

#### Censo de 1970
Este ano o censo incluiu a opção "Negro ou Preto", re-adicionou coreano, e a Outra raça. Os Indianos (termo usado na época para as pessoas cuja ascendência é do subcontinente Indiano), foram contados como Branco. Havia um questionário que lhe era solicitado apenas uma amostra dos entrevistados. Estas perguntas foram como segue:

1. a. Onde era esta pessoa nascida?
2. b. É a origem ou a descendência desta pessoa...

#Mexicana
#Portiriquenho
#Cubana
#Central ou América do sul
#Outro espanhola
#Nenhum Destes

1. Que é o país de nascimento do pai?
2. Que é o país de nascimento da mãe?
3. a. Para as pessoas nascidas num país estrangeiro – Esta pessoa está naturalizada?
4. b Quando é que a pessoa chegou aos Estados Unidos para ficar?
5. Que língua, além da inglesa, era falada na casa da pessoa como criança?
6. espanhol
7. francês
8. italiano
9. alemão
10. Outro
11. Nenhum, só inglês

#### Censo de 1980
Este ano, foram adicionadas várias opções para a questão racial, incluindo Vietnamita, Indiana (Leste), Guamanian, Samoan, e re-adicionado Aleútes. Novamente, o termo "cor" foi removido da questão racial, e foram feitas as seguintes perguntas de uma amostra de inquiridos:

1. Em qual estado ou país estrangeiro a pessoa nasceu?
2. Se esta pessoa nasceu em um país estrangeiro...
3. a. Esta pessoa é um cidadão naturalizado dos Estados Unidos?
4. b. Quando essa pessoa veio para os Estados Unidos para ficar?
5. a. Esta pessoa fala uma língua diferente do inglês em casa?
6. b. Se sim, o que é essa língua?
7. c. Se sim, de que forma é que esta pessoa fala inglês?
8. Qual é a ascendência desta pessoa?

#### Censo de 1990
As categorias raciais neste ano são como aparecem nos censos de 2000 e 2010. Foram feitas as seguintes perguntas de uma amostra de inquiridos para o Censo de 1990:

1.  Em que Estado dos EUA ou de país estrangeiro essa pessoa nasceu?
2. Esta pessoa é um cidadão dos Estados Unidos?
3. Se essa pessoa não nasceu nos Estados Unidos, quando fez esta pessoa a vir para os Estados Unidos para ficar?

O censo de 1990 não foi projetado para capturar várias respostas raciais, e quando os indivíduos marcados, a opção de raça "outro" e anotavam várias opções, a resposta era atribuída de acordo com a raça escrita primeiro. "Por exemplo, uma gravação de "preto-e-branco", foi atribuído um código de "preto", enquanto que uma gravação de "branco-preto", foi atribuído um código de "branco".
Nos Estados Unidos, os dados do censo indicam que o número de crianças na interracial famílias cresceu de menos de um milhão e meio, em 1970, para   cerca de dois milhões, em 1990. Em   1990, para interracial famílias com um Americano branco parceiro, o outro pai. foi Asiático-Americanos para 45 por cento...

#### Censo de 2000
A pergunta sobre raça foi feita de maneira diferente no censo de 2000, de várias outras formas que anteriormente. Mais significativamente, os respondentes tiveram a opção de selecionar uma ou mais categorias de raça para indicar identidades raciais. Os dados mostram que cerca de sete milhões de Americanos identificados como membros de duas ou mais raças. Devido a estas alterações, o censo de 2000 dados sobre raça não são directamente comparáveis com os dados do censo de 1990 ou censos anteriores. Aviso de cautela, portanto, é recomendado ao interpretar as alterações na composição racial da população dos EUA ao longo do tempo.
As seguintes definições aplicam-se apenas ao censo de 2000.
- Branco. Uma pessoa que tem origens em qualquer um dos povos originários da Europa, do Oriente Médio ou do Norte da África. Isso inclui pessoas que indicaram a sua raça como "Branco" ou entradas de relatório, como o irlandês, alemão, inglês, escandinavos, escocês, os habitantes do Oriente Próximo, iraniano, Libaneses, ou polonês.[24]
- Negro ou Afro-Americano. Uma pessoa que tem origens em qualquer um dos grupos raciais da África. Isso inclui pessoas que indicaram a sua raça como "Negro, Africano Am." ou por escrito, entradas, tais como o quéniano, nigeriano, ou haitiano.
- Nativo Americano e Nativo do Alasca. Uma pessoa que tem origens em qualquer um dos povos originais da América do Norte, América do Sul (incluindo a América Central) e que mantêm a filiação tribal ou comunidade anexo.
- Asiática. Uma pessoa que tem origens em qualquer dos povos originários do Extremo Oriente, Sudeste da Ásia, ou o subcontinente Indiano, incluindo, por exemplo, Camboja, China, Índia, Indonésia, Japão, Coreia, Malásia, Paquistão, Filipinas, Tailândia e Vietnã. Ele inclui "Asiáticos da índia", "chinês", "filipino", "coreano", "japonês", "vietnamita", e "asiáticos".
- Nativo do Havaí e outras Ilhas do Pacífico. Uma pessoa que tem origens em qualquer um dos povos originais do Havaí, Guam, Samoa, ou outras Ilhas do Pacífico. Isso inclui pessoas que indicar a sua raça como "Nativo do Havaí", "guamaniano ou chamorro", "samoan", e "de Outra ilha do Pacífico".
- Alguma outra raça. Inclui todas as outras respostas não incluídas na "Branco", "Negro ou afro-Americano", "American Indian e Nativo do Alasca", "Asiáticos" e "Nativo do Havaí e Outras Ilhas do Pacífico" raça categorias descritas acima. Os entrevistados prestação de escrever entradas, tais como multirracial, misto, inter-racial, Nós-Ordenação, ou um Hispânico/Latino de grupo (por exemplo, mexicanos, porto-riquenho ou cubano) em "Alguma outra raça" categoria são incluídos aqui.
- Duas ou mais raças. As pessoas podem ter a escolhida para fornecer a duas ou mais raças, quer pela verificação de duas respostas nas caixas de verificação sobre raças, fornecendo vários escritas nas respostas, ou por uma combinação de caixas de verificação e de escrita nas respostas.

O governo federal dos Estados Unidos determinou que "na coleta de dados e apresentação, as agências federais são obrigadas a usar um mínimo de duas etnias: "Hispânico ou Latino" e "Não Hispânico ou Latino". O Census Bureau define "Hispânico ou Latino" como "uma pessoa de origem cubanos, mexicanos, porto-riquenhos, do Sul ou da América Central ou outras culturas ou origem espanhola, independentemente de raça."
O uso da palavra "etnia" para os Hispânicos só é consideravelmente mais restrita do que o seu significado convencional, que abrange outras distinções, alguns dos quais são cobertos pelas pergunta "raça" e "ascendência". As distintas questões acomodam a possibilidade de Hispânicos e Latino-Americanos também declararem várias identidades raciais (ver também Branco, Hispânico e Latino-Americanos, Asiáticos, Hispânicos e Latino-Americanos, e Preto Hispânicos e Latino-Americanos).
No censo de 2000, de 12,5% da população dos EUA, relatou a etnia "Hispânico ou Latino" e de 87,5% relataram etnia "Não-Hispânico ou Latino".

### Século XXI

#### Censo de 2010
O Censo de 2010 incluiu a alteração projetada para distinguir mais claramente a etnia Hispânica não como uma raça. Que incluía a adição da frase: "Para este censo, origens hispânicas não são raças". Além disso, o Hispânica termos foram modificados a partir de "Hispânico ou Latino" para "Origem Hispânica, Latina ou espanhola". Adicionalmente, os termos Hispânico foram modificado de "Hispânico ou Latino" para "origem Hispânico, Latino ou espanhola".
Embora utilizado no recenseamento e o American Community Survey, "Alguma outra raça" não é uma raça oficial, e a Secretaria considerou eliminando-a antes do Censo de 2000. Como o censo de 2010, o formulário não contém o ponto intitulado "Ascendência" encontrados nos censos anteriores, houve campanhas para obter os norte-americanos não-hispânicos do oeste da índia, turco-Americanos, arménio americanos, árabes, norte-Americanos e iranianos-americanos para indicar a sua etnia ou nacionalidade através da questão racial, especificamente da categoria "Alguma outra raça".
A Comissão Interinstitucional sugeriu que o conceito de marcação de várias caixas de ser estendida para a origem questão Hispânica, assim, libertar os indivíduos de ter que escolher entre os seus pais, heranças étnicas. Em outras palavras, um respondente poderia escolher "Hispânico ou Latino" e "Não Hispânico ou Latino".

## Relação nos resultado entre etnia e raça no censo
O Census Bureau adverte que os dados sobre raça no censo 2000 não são directamente comparáveis com os obtidos em censos anteriores. Muitos moradores dos Estados Unidos consideraram a raça e etnia para ser o mesmo.
| Raça                     | Raça                    | Raça           | Hispânico ou Latino | % de H/L   | % de EUA    | Não Hispânico ou Latino | % de não H/L | % de EUA |
| ------------------------ | ----------------------- | -------------- | ------------------- | ---------- | ----------- | ----------------------- | ------------ | -------- |
| Todas as raças           | Todas as raças          | Todas as raças | 35,305,818          | 100        | 12.5        | 246,116,088             | 100          | 87.5     |
|                          | Uma raça                | Uma raça       | 33,081,736          | 93.7       | 11.8        | 241,513,942             | 98.1         | 85.8     |
|                          | Branco                  | 16,907,852     | 47.9                | 6.0        | 194,552,774 | 79.1                    | 69.1         |          |
| Preto ou afro-A.         | 710,353                 | 2.0            | 0.3                 | 33,947,837 | 13.8        | 12.1                    |              |          |
| Índio Am./Alaska Nat.    | 407,073                 | 1.2            | 0.1                 | 2,068,883  | 0.8         | 0.7                     |              |          |
| Ásia                     | 119,829                 | 0.3            | <0.1                | 10,123,169 | 4.1         | 3.6                     |              |          |
| Havaianas N. & Pacífico. | 45,326                  | 0.1            | <0.1                | 353,509    | 0.1         | 0.1                     |              |          |
| Alguns outros            | 14,891,303              | 42.2           | 5.3                 | 467,770    | 0.2         | 0.2                     |              |          |
|                          | 2+ raças                | 2+ raças       | 2,224,082           | 6.3        | 0.8         | 4,602,146               | 1.9          | 1.6      |
|                          | Alguns outros + B/P/N/A | 1,859,538      | 5.3                 | 0.7        | 1,302,875   | 0.5                     | 0.5          |          |
| 2+ B/P/N/A               | 364,544                 | 1.0            | 0.1                 | 3,299,271  | 1.3         | 1.2                     |              |          |

No censo de 2000, os inquiridos foram computados em cada um dos grupos de raças, eles relataram. Consequentemente, o total de cada categoria racial excede a população total,   porque algumas pessoas relataram mais de uma raça.
De acordo com James P. Allen e Eugene Turner, da California State University, Northridge, por alguns cálculos no censo de 2000, a maior parte branco biracial população é branca/Nativos Americanos e Nativos do Alasca, em 7 015 017, seguido pelo branco/preto em 737 492, em seguida, branco/asiático em 727,197, e, finalmente, branco/nativo do Havaí e outras ilhas do Pacífico em 125 628.
O Census Bureau implementou um Censo de Qualidade de Pesquisa, coleta de dados de cerca de 50 000 famílias para avaliar o relatório de raça e de origem hispânica no censo de 2000 com o propósito de criar uma forma de fazer comparações entre o censo de 2000 com o censo anterior de dados sobre raças.
Em setembro de 1997, durante o processo de revisão das categorias raciais anteriormente declaradas pelo OMB da directiva nº. 15, a American Anthropological Association (AAA), recomendou que a OMB combina-se as categorias "raça" e "etnia" em uma questão para aparecer como "raça/etnia" para o censo 2000. A Comissão Interinstitucional concordou, afirmando que a "raça" e "etnia" não foram suficientemente definidos e "que muitos respondentes conceituaram "raça" e "etnia" na mesma [sic] sobrepondo a necessidade de consolidar estes termos dentro de uma categoria, usando um termo que é mais significativo para o povo americano."
O AAA também afirmou,
« As recomendações da AAA não foram adoptadas pelo Censo de 2000 ou o de censos de 2010. As definições da OMB sobre raça e etnia no Censo de 2020 vão ser coerentes com o Censo de 2010.  Isso inclui origens hispânicos, latinos ou espanhóis, o qual continuará a ser uma etnia, não uma raça. Enquanto as raça/etnia definições para 2020 permanecerá consistente, indivíduos que se identificam como branco, preto/africano-americanos e/ou índio americano ou nativo do Alasca seram solicitados para identificar especificamente as suas origens raciais.»

## Outras agências
Em 2001, o instituto Nacional de Saúde aprovou a nova linguagem para cumprir com a revisão da Directiva 15, como fez em 2007, o Equal Employment Opportunity Commission dos Departamento de Trabalho dos Estados Unidos. Ver Raça e etnia (OEE).